# Armengol VI d'Urgell
Pour les articles homonymes, voir Armengol.
Armengol VI (ou Ermengol VI) (né en 1096 à Valladolid, mort le 28 juin 1154), dit el Castellano (le Castillan), fut comte d'Urgell de 1102 à 1154. Il était fils d'Armengol V, comte d'Urgell, et de Maria Perez Ansúrez, dame de Valladolid.

## Biographie
Né à Valladolid, d'où son surnom, pendant sa minorité la régence fut assurée par son grand-père maternel, Pedro Ansúrez, seigneur de Valladolid, mais le pouvoir était en fait tenu par Guerau II de Cabrera (ca) et Raimond-Bérenger III, comte de Barcelone. Avec leur aide, le jeune comte fit la conquête de Balaguer en 1106 et en fit sa capitale.
En 1118 il collabora avec Alphonse le Batailleur, roi d'Aragon et de Navarre, à la reconquête  de Saragosse, puis à  l'expédition d'Alphonse VII, roi de Castille, contre Almería en 1147. Il eut de bonnes relations avec la maison de Barcelone et accompagna Raimond-Bérenger IV en Provence en 1144. En 1149, il l'assista de nouveau pour la reconquête de Lérida, qui devint désormais une cité sous sa suzeraineté. 
En 1131 ou 1133, il vend toute sa seigneurie dans les vallées d'Andorre à l'évêque d'Urgell.
Il meurt en Castille.

## Mariages et enfants
Il se marie d'abord en 1119 avec Arsenda, fille de Guerau II de Cabrera et d'Elvira, qui donne naissance à :
- Armengol VII (1120/30 † 1184), comte d'Urgell ;
- Isabelle Sibylle, mariée à Ramon Folc de Cardona ;
- Estefania († après 1144), mariée à Arnoldo Miron, comte de Pallars-Jussà ;
- une fille mariée à Guillem de San Martin.

Veuf, il se remarie avant 1135 avec Elvira Rodriguez, veuve d'Arnal Joan, qui donne naissance à :
- Maria, mariée avant 1172 avec don Lope López de Vizcaya.

### Sources
- (en) Cet article est partiellement ou en totalité issu de l’article de Wikipédia en anglais intitulé « Ermengol VI, Count of Urgell » (voir la liste des auteurs).